# Szexuális felvilágosítás óra (South Park)
A Szexuális felvilágosítás óra (Proper Condom Use) a South Park című amerikai animációs sorozat 72. része (az 5. évad 7. epizódja). Elsőként 2001. augusztus 1-jén sugározták az Egyesült Államokban, Magyarországon pedig 2005. február 8-án mutatta be a Cool TV.
Az epizódban a South Park-i általános iskolában szexuális felvilágosító órákat vezetnek be, azonban a tanárok felkészületlensége komoly problémákat okoz a tanulók körében...

## Cselekmény
|  | Alább a cselekmény részletei következnek! |

Eric Cartman lelkesen újságolja el barátainak legújabb felfedezését, miképp kell „kutyatejet” csinálni, vagyis tulajdonképpen kézzel elégít ki egy kutyát, amíg az ejakulál. Stan Marshnak annyira megtetszik a dolog, hogy saját kutyájával bemutatja azt szüleinek (akiknél éppen vendégek vannak látogatóban), akik fiuk mutatványát tíz hónapnyi szobafogsággal büntetik. Stan nem érti, miért büntetik meg szülei, ők pedig túlságosan kellemetlennek érzik a szexuális felvilágosítás kérdését, ezért az iskolára hárítják át a gyerekek ilyen jellegű tájékoztatását. 
Mr. Mackey próbálja megtanítani a South Park-i fiúknak az emberi test anatómiáját és a szexuális közösülés mibenlétét, azonban saját szexuális tapasztalansága miatt semmilyen hasznos tudást nem tud átadni a gyerekeknek. Miss Choksondik, aki a lányokat oktatja, figyelmezteti tanítványait arra, hogy a fiúktól nemi betegségeket kaphatnak el, ha azok nem viselnek óvszert – de azt elfelejti hozzátenni, hogy ez természetesen csak a nemi érintkezésre vonatkozik. A lányok azonban félreértik szavait és rettegni kezdenek a fiúktól. Amikor a fiúk meg akarják kérdezni tőlük, mit tanultak, a lányok elmenekülnek előlük, mivel azok nem viselnek óvszert. A fiúk ezután felkeresik a helyi gyógyszertárat, hogy óvszert vásároljanak, ahol a patikus némi vonakodás után kiszolgálja őket. A megnövekedett óvszervásárlás miatt azonban a szülők azt hiszik, gyermekeik szexuális életet kezdtek élni, ezért a tanárok úgy döntenek, már óvodában elkezdik a felvilágosítást – az abszurd ötlet ellen egyedül Séf bácsi tiltakozik. Az óvodában Mr. Garrisonra hárul a feladat, hogy felvilágosítsa a gyerekeket, akiket sokkol, mikor tanáruk a szerinte helyes óvszerfelhelyezési módot a szájával demonstrálja.
Ms. Choksondik ezután a terhességről és a szülésről mutat be a lányoknak egy túlságosan részletes videót, ami elborzasztja őket. Közben a South Park-i fiúk folyamatosan óvszert kezdenek el hordani, mivel nem tudják, hogyan működik az valójában. Amikor Mr. Mackey felvilágosítja őket arról, hogy csak szex közben kell óvszert viselniük, a gyerekek azt hiszik, a lányok becsapták őket, és valójában ők a nemi betegségek hordozói, ezért végezniük kell velük. A fiúktól rettegő lányok mindeközben (a Mad Max 2. című film mintájára) egy erődítményt építettek, melyet a fiúk megrohamoznak, közben Kenny McCormick életét veszti. Eközben Mr. Mackey és Miss Choksondik megvitatja egymással az iskolai felvilágosítás órák anyagát, de a kényes téma hatására beismerik egymásnak, hogy régóta fantáziálnak a másikról, ezután védekezés nélkül szeretkeznek.
A szülők a gyerekek között kitört háború helyszínére sietnek, ahol Miss Choksondik elismeri felelősségét a történtekért. Séf bácsi szerint azonban a szülők tehetnek a történtekről, mivel azok áthárították az iskolára a szexuális felvilágosítást, miközben erről nekik kellene elbeszélgetniük gyermekeikkel, bármilyen zavarba ejtő is ez a téma. Hiszen az iskolában olyanok taníthatják gyermekeiket, akik tapasztalatlanok (mint Mr. Mackey), hibás nézeteik vannak (Miss Choksondik) vagy teljesen perverzek (Mr. Garrison). Arra a kérdésre, hogy a gyerekek mikor állnak készen a szexre, Séf bácsi azt feleli, hogy tizenhét évesen (amely a beleegyezési korhatár Colorado államban). Miután még nyolc évük van addig, a gyerekek fellélegeznek, hogy sokáig nem kell még a betegségek miatt aggódniuk, az epizód végén pedig Cartman „vörös rakétázik” egy másik kutyával, majd Mr. Garrison beszélget óvodásokkal különböző szexuális technikákról.